# آلان زيمارمان
آلان زيمارمان (بالفرنسية: Alain Zimmermann)‏ هو شخصية أعمال وكبير الإداريين التنفيذيين فرنسي، ولد في 1967.